# Wahlkreis Maldon and East Chelmsford
Maldon and East Chelmsford ist ein ehemaliger Wahlkreis im Vereinigten Königreich.
Maldon and East Chelmsford war von 1997 bis 2010 ein Wahlkreis in der englischen Grafschaft Essex für die Wahlen zum House of Commons. Der Wahlkreis umfasste den District von Maldon und einen Teil des Boroughs von Chelmsford.
1997 wurde John Whittingdale, als Abgeordneter der Conservative Party in diesem Wahlkreis ins britische Parlament gewählt, und bei den Wahlen 2001 und 2005 jeweils wiedergewählt. 2010 wurde der Wahlkreis in die beiden neuen Wahlkreise Maldon und Witham geteilt.  